# Rosenholms övningsfält
Rosenholms övningsfält är ett militärt övnings- och skjutfält som är beläget nordväst om Karlskrona stad.

## Historik
Rosenholms övningsfält etablerades 1914 som övningsplats för att bedriva markstridsövningar vid Karlskrona grenadjärregemente, Kronobergs regementes detachement i Karlskrona, men även Karlskrona kustartilleriregemente. Övningsfältet ägs av Fortifikationsverket och har successivt utökats med nya utbildningsanordningar, bland annat nya skjutbanor, till att omfatta en areal på 560 hektar. Övningsfältet ligger i direkt anslutning till Karlskrona kustartilleriregementes kasernetablissement vid Rosenholm. Efter att Karlskrona kustartilleriregemente avvecklades hösten 2000 övertogs förvaltningen av Marinbasen.

## Verksamhet
Vid nedläggning av Karlskrona kustartilleriregemente övergick verksamheten vid fältet till ett närövningsfält för förbanden inom Karlskrona garnison och hemvärnet, såsom skarpskjutning på skjutbanor, lösskjutning i terrängen, sprängtjänst och övningskörning med fordon. Övningsområdet nyttjas främst av insatsförband såsom fartygsförband, hemvärnet och säkerhetsförband Rosenholm för att vidmakthålla sin kompetens.